# 斯拉蒂納峰

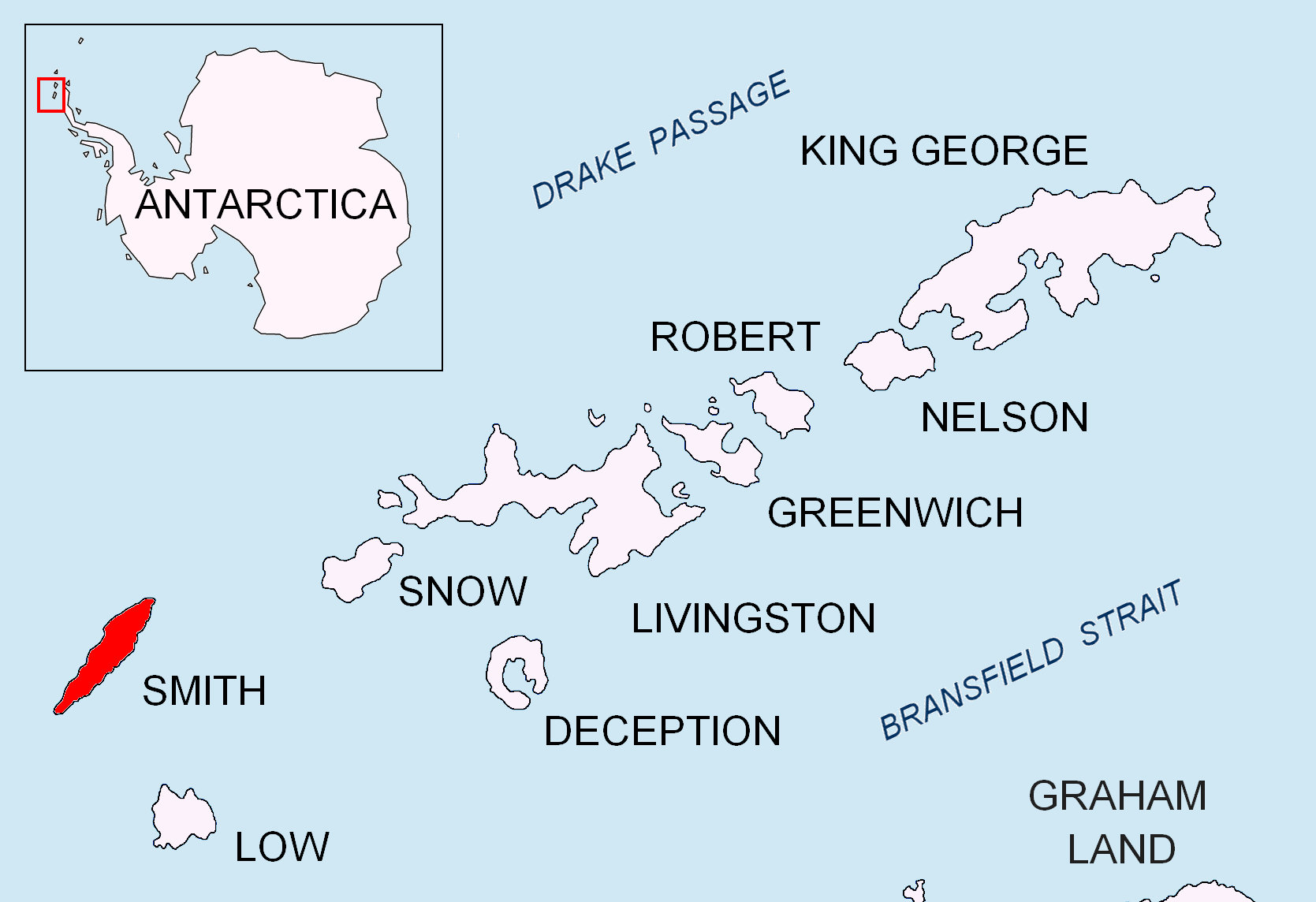

斯拉蒂納峰是南極洲的山峰，位於南設得蘭群島的史密斯島，屬於伊梅昂山脈的一部分，處於安蒂姆峰東北面2公里、維拉格拉角東南面4.09公里和德里諾夫峰以南1.9公里，海拔高度1,750米。
62°58′08″S 62°29′30″W / 62.96889°S 62.49167°W

## 外部連結
- SCAR Composite Antarctic Gazetteer（页面存档备份，存于）